# Albeștii Bistriței
Albeștii Bistriței – wieś w Rumunii, w okręgu Bistrița-Năsăud, w gminie Galații Bistriței. W 2011 roku liczyła 156 mieszkańców.